# Los Cedros, Tabasco
Los Cedros är en ort i Mexiko.   Den ligger i kommunen Cunduacán och delstaten Tabasco, i den sydöstra delen av landet, 700 km öster om huvudstaden Mexico City. Los Cedros ligger 8 meter över havet och antalet invånare är 268.
Terrängen runt Los Cedros är mycket platt. Runt Los Cedros är det ganska tätbefolkat, med 160 invånare per kvadratkilometer. Närmaste större samhälle är Villahermosa, 15,2 km sydost om Los Cedros. Trakten runt Los Cedros består till största delen av jordbruksmark.